# Georges Herbert
Georges Herbert, né le 21 avril 1915 à Montmorency et mort le 23 août 2000 à Paris, est un directeur de théâtre et producteur de tournées français.

## Biographie
Georges Herbert travaille comme régisseur à l'Athénée avant de fonder en 1943, avec Paquita Claude, le théâtre La Bruyère dans une salle de conférence inoccupée. Le nouveau théâtre voit notamment en 1948 le triomphe du premier spectacle de la troupe des Branquignols. En 1954, Herbert cède la direction à Georges Vitaly.
Au début des années 1950, il fonde les Productions théâtrales Georges Herbert qui, en organisant des tournées en province, viennent concurrencer les productions de Marcel Karsenty . Les deux entreprises fusionnent en 1965 pour 
donner naissance aux Galas Karsenty-Herbert.
En 1960 Georges Herbert prend, avec Pierre Franck, la direction du Théâtre de l'Œuvre faisant sienne l'exigence de qualité de ses prédécesseurs. En 1978, il confie la direction artistique du théâtre à Georges Wilson. Il collabore aussi régulièrement avec la comédienne France Delahalle dont il partage la vie. 
Grand défenseur et figure de proue du théâtre privé français, il a été le secrétaire général de l’Association pour le soutien du Théâtre Privé. Georges Herbert prend sa retraite en 1995, cédant la direction du Théâtre de l'Œuvre à Gérard Maro. Les Galas Karsenty-Herbert sont rachetés par la société Spectacles 2000.